# Arucha Phodong
Arucha Phodong (thailändisch อรุชา โพธิ์ดง; * 3. November 2005) ist ein thailändischer Fußballspieler.

## Karriere
Arucha Phodong erlernte das Fußballspielen in der Schulmannschaft der Thawee SC Wittaya School in Chiangrai. Seinen ersten Vertrag unterschrieb er im Sommer 2022 beim Drittligisten Chiangrai City FC. Mit dem Verein aus Chiangrai spielte er 22-mal in der Northern Region der Liga. Im Juli 2024 wechselte er zum Erstligisten Chiangrai United.
Sein Erstligadebüt gab Phodong am 12. August 2024 (1. Spieltag) im Heimspiel gegen den Khon Kaen United FC. Bei dem 2:0-Erfolg wurde er in der 72. Minute für Thanawat Pimyotha eingewechselt.